# قرار مجلس الأمن التابع للأمم المتحدة رقم 511
قرار مجلس الأمن التابع للأمم المتحدة رقم 511، المتخذ في 18 حزيران / يونيو 1982، بعد التذكير بالقرارات السابقة بشأن الموضوع، ولا سيما القرارين 508 (1982) و509 (1982)، والنظر في تقرير الأمين العام عن قوة الأمم المتحدة المؤقتة في لبنان (اليونيفيل)، قرر المجلس تمديد ولاية اليونيفيل لمدة شهرين آخرين، تنتهي في 19 أغسطس 1982.
ثم دعا المجلس جميع الأطراف المعنية إلى التعاون الكامل مع القوة، كما دعا الأمين العام إلى اطلاع المجلس بانتظام على الحالة.
تم اعتماد القرار بأغلبية 13 صوتًا، بينما امتنع الاتحاد السوفيتي وجمهورية بولندا الشعبية عن التصويت.